# ملميجان (غودرزي)
ملمیجان (بالفارسية: ملمیجان) هي مستوطنة تقع في إيران في قسم غودرزي الريفي. يقدر عدد سكانها بـ 705 نسمة .